# 池内正昭
池内 正昭（いけうち まさあき、1928年（昭和3年）10月2日 - 2020年（令和2年）9月18日）は、日本の銀行家。ジェーシービー (JCB) 元社長。広島県出身。

## 経歴
1952年京都大学法学部卒業。三和銀行（現：三菱UFJ銀行）入行。1976年取締役、1978年常務を経て1982年、谷村隆に引き抜かれ株式会社ジェーシービー (JCB) 専務に転じる。国際化に打って出た同社は、谷村-池内の師弟コンビで、日本初唯一のクレジットカード国際ブランドを確立した。1984年副社長、1990年社長。東京ディズニーランドオフィシャルカードやアッパープレミアムカード「ザ・クラス」、若年層向けゴールドカード「ネクサス」発行や「JCBプラザ」設立に尽力、北海道拓殖銀行の経営破綻時には、同行直系のカード会社エイチ・シー・ビー（HCB）を俊敏に子会社化した。1998年会長となった。
JCBでの唯一の汚点は、池内が専務時代のシステム本部長時代に同社基幹システムである「JETシステム」の立ち上げにトラブルがあり、相当期間その修復に時間と費用を要したことである。不思議なことに、このトラブルにより担当部長は閑職に異動となったが池内は副社長に昇格したことである。

## 関連人物
- 谷村隆　　先代JCB社長
- 中西公　　次代JCB社長
- 信原啓也　3代後のJCB社長

| スタブアイコン | サブスタブ | この項目は、まだ閲覧者の調べものの参照としては役立たない、人物に関連した書きかけの項目です。この項目を加筆・訂正などしてくださる協力者を求めています（P:人物伝/PJ:人物伝）。 |